# Alchemilla x algida
Alchemilla x algida é uma espécie de rosácea do gênero Alchemilla, pertencente à família Rosaceae.